# ジャン＝バティスト・ラマルク
ジャン＝バティスト・ピエール・アントワーヌ・ド・モネ、シュヴァリエ・ド・ラマルク（Jean-Baptiste Pierre Antoine de Monet, Chevalier de Lamarck, 1744年8月1日 - 1829年12月18日）は、ブルボン朝から復古王政にかけての19世紀の著名な博物学者である。「biology」（生物学）という語を、現代の意味で初めて使った人物の一人である。

## 経歴
ラマルクは貧しい下級貴族の家に生まれ、従軍の後に博物学に関心を持ち、フランスの植物相に関する多数の著書を著した。これによって、ビュフォンの関心を引き、フランス自然誌博物館の職に就くことになった。
1789年、フランス革命が起きた際に彼はこれを熱烈に歓迎し、貴族の称号を破り捨てた（終生革命の意義を擁護したことから後世の革命思想家に大きな影響を与えた）。1799年にフランスの科学アカデミーの会員となり、1793年に自然史博物館に入って昆虫などの研究をしているうちに無脊椎動物の専門家になった。
1800年無脊椎動物の分類によって、進化論者たることを宣言した。
植物研究に専念した後、彼は無脊椎動物（彼が作ったもう一つの言葉である）の管理者となった。彼は一連の公開講座を開いた。1800年までは、彼は種の不変を信じていた。
1801年刊の『無脊椎動物の体系』でキュヴィエの天変地異説を批判した。
1802年に「生物学」(biologie)という用語を作り、脊椎動物と無脊椎動物を初めて区別した。
パリの軟体動物に関する研究の後、彼は次第に、長い時間の中で、種が変化するものであるとの確信を持つに至った。彼はその説明を考え、大筋を彼の1809年の著作『動物哲学』の中に記した。彼の進化論は一般に用不用説と呼ばれる。
ただし、この『動物哲学』は学術書ではなく、啓蒙書・教科書的な書物である。この書の内容は、ラマルクが新しく唱えた説ではなく、当時博物学界で一定の支持を得ていた説であり、彼はそれを大衆に広めたにすぎない。また、この書の主題も用不用説ではなく、もっと広く進化と遺伝全体について論じたものである。

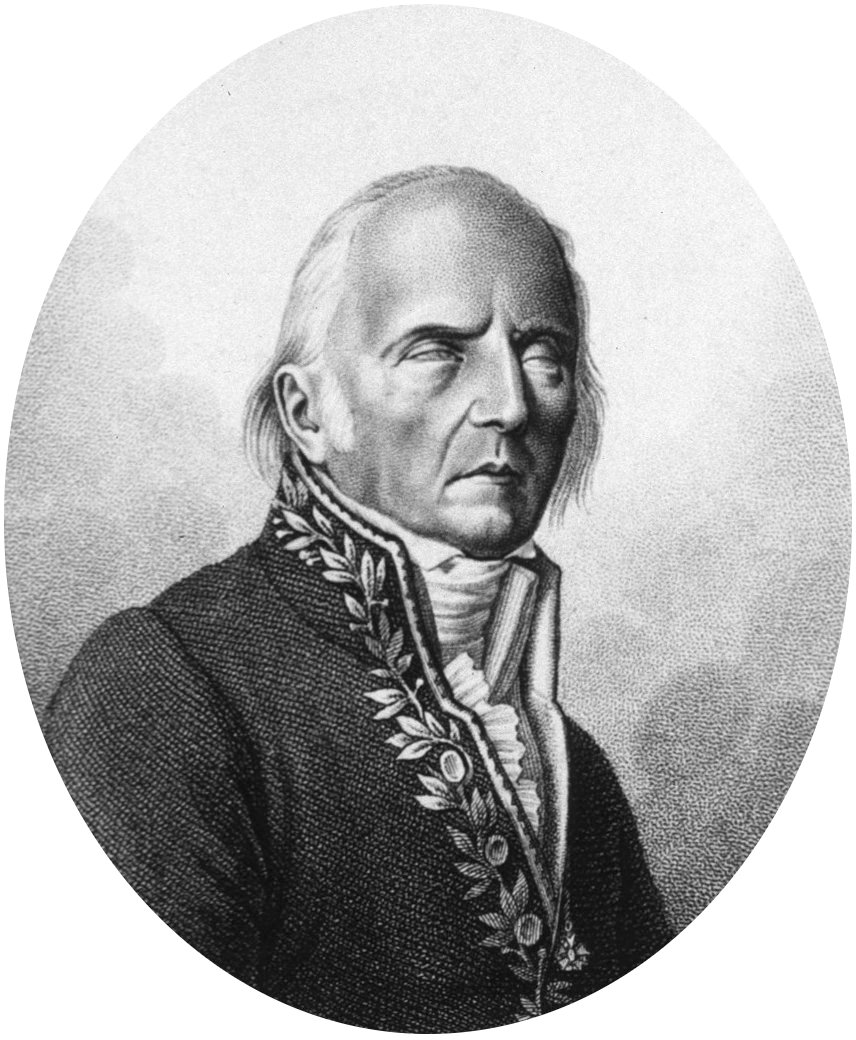
晩年のラマルク

ラマルクは1820年に失明したが、二人の娘に助けられて『無脊椎動物誌』7巻を完成させている。

## 分類学
彼の研究の重要な成果の一つは、明らかに無脊椎動物の分類体系である。また、彼が進化の考えを得たのもこの研究であるとされる。
無脊椎動物については、ほとんど手付かずの状況であったらしい。リンネの体系では無脊椎動物門は昆虫類と蠕虫類に分けられていただけであった。1797年に発表した体系ではこれを5綱に分け、1801年の「無脊椎動物の体系」では7綱とした。『動物哲学』ではさらに10綱とし、これは現在の体系にかなり近づいている。また、彼はこれらを体制の高度さの順に配置し、進化の考えをそこに見せている。

## 進化論
ラマルクは、現在では普通、獲得形質の遺伝という不名誉な遺伝の法則に関わって思い出されるだろうが、チャールズ・ダーウィンやそういった人達は、彼のことを進化論の初期の提唱者として知っている。例えば、ダーウィンは1861年にこう書いている。
「ラマルクは、この分野での説が多大な関心の的となった最初の人物である。この正に祝福されるべき博物学者は、彼の考えを1801年に初めて出版した。…彼は無機的世界だけでなく、生物の世界でもあらゆる物が変化する可能性があり、そこに奇跡が絡む訳ではない事に対し、初めて注意を喚起したという点で、偉大な貢献をした。」
ラマルクは自然発生説を信じていた。このことが彼の進化論に決定的な意味を持っていた。彼は最古に発生した生物が現在もっとも進化した生物であると考えていたのである。彼の進化論はその信念との整合性のためのものである。
彼は個々の個体がその生涯に応じて体を変化させ、変化の一部がその個体の子孫に継承されることで生物は進化していくと考えた。子孫はその親より進んだ位置から一生を始められるから、有利な方向へ進化する事が出来る。適応の生じる機構としては、彼は、個々の個体がその種の能力をよく使う事でそれを増加させ、またある物を使わない事でそれを失うと説いた。進化に関するこの考えは、全てが彼独自のものではないが、彼はダーウィン以前の進化論の責任を一人で背負い込む形となっている。
ラマルクは、2つの法則をまとめている。
1. 発達の限界を超えていない動物であれば、如何なるものでも、頻繁かつ持続的に使用する器官は、次第に強壮に、より発達し、より大きくなり、その力はその器官を使用した時間の比率による。これに対して、いかなる器官でも、恒常的な不使用は、僅かずつ弱々しくなり、良くなくなり、次第にその機能上の能力がなくなって、時には消失する場合もある。
2. それぞれの個体で、自然に獲得したものや失ったものの全ては、それがその品種が長い間置かれていた環境の影響によるものであっても、そしてそこから生じた特定器官の優先的な使用や恒常的な不使用の影響によるものであっても、獲得された形質が両性に共通であるか、少なくとも子供を作る個体に共通ならば、それらは、その個体の生殖による新しい個体に保持される。そしてある個体が獲得した形質は、次第に同種の他の個体にも共有される。

1つ目の法則が「用不用説」の用不用の部分に、2番目の法則が「獲得形質の遺伝」にあたる。この二つの仮説と前述の自然発生説によって、同時代に様々な発展段階の生物があることを説明しようと試みた。
ラマルクは、そのような世代の継承を、前進的なものであると見なし、それにより、単純な生物がより複雑で、ある意味で完全なものへと、時間をかけて（彼のいう仕組みによって）変化するのであると考えた。彼はこのように目的論的（目的に方向を定めた）過程を、生物が進化によって完全なものに成る間に経ると信じていた。彼はその生涯、論争を続けた。古生物学者のジョルジュ・キュビエの反進化論的意見に対する彼の批判の為には孤独である事を厭わなかった。

### 思想的背景
彼の進化論が生まれた背景として、彼が実は新しくなかったからではないか、との見方がある。彼自身は、自然哲学的な思想を背景として持っており、当時次第に明らかとなってきた、科学における実証主義的な傾向を嫌っていたようである。当時、彼のことを「最後の哲学者」ということがあったが、これは当時ですら古くなった彼への揶揄の意が込められていたらしい。
彼の推論は、多くの事実に基づいてはいるが、それらは彼が無脊椎動物の研究などから着想した前進的進化の存在を前提として配置されているとも取れる。また、彼の進化に関する仮説は、それなりに検証可能な体はなしているが、実際にはそれに関する検証や実験は行われていない。彼においては諸動物の比較検討から、前進的進化があったと判断できれば、それで証拠として十分だったのであろう。むしろ実証主義的な研究を固持したキュヴィエからは、そのような姿勢が納得できなかったということもあるようである。

## その影響と評価
ラマルクは進化という概念を支持し人々の関心を呼び起こした、とダーウィンは「種の起源」第三版で彼を讃えた。それだけでなく用不用説を受け入れ、またそれが実際に起こるものだと説明するために、自らのパンゲン説を部分的に拡張することまでした。ダーウィンと多くの同時代人もまた獲得形質の遺伝を信じており、その考えは遺伝子伝達の細胞内機構が発見されるまでは、よりもっともらしい仮説だった。（ついでながら、ダーウィンは、遺伝の仕組みが分かっていないことから、自説が不完全なものであることは認識していた。）
ソ連の生物学者トロフィム・ルイセンコは、ラマルク的な進化論によって、コムギの播性の遺伝を作り替え、強力な耐寒性のコムギの新品種をつくりだしたと主張した。その実験は成功しなかったが、スターリンから支持を受けたルイセンコは、ニコライ・ヴァヴィロフなど自説に反対する遺伝学者を排斥し、3000人以上の学者が解雇されたり、投獄された。
今西錦司はラマルクの議論の中に中立的な形質についての議論が欠けていることから批判的だが、獲得形質が同種他個体によって共有されていくという議論をさして、集団遺伝学の萌芽ではないかと指摘した。
ラマルクを擁護する者は、今日、彼は不公平な非難を浴びていると考えている。生物の進化に関する何の枠組みも存在しない時代に、彼が生物の進化を認めた事を彼らは強調する。彼はまた、機能が構造より先行するという、当時の進化論者の主張の文を批判している。他方、獲得形質の遺伝に付いては、現在では広く反駁を受けている。ワイスマンはこの説への反証として、ネズミの尻尾を切る実験を行い、負傷が子孫には伝わらない事を示した。ユダヤ人やその他の宗教的集団では、何百世代にも亘って割礼を行って来たが、彼らの子孫に包皮が少なくなったとは聞いていない。しかしながら、ラマルクは負傷や切除を真の獲得形質とは見做して居らず、動物自身の必要性から生まれたもののみが伝わると考えていた。
今日において、個体がその生涯の間に身に付けた形質が子孫に伝わるとの考えは、部分的に認められている。ごく最近までは、近代の遺伝学的知見に照らして、成立しないと考えられていたが、生殖質と他の性質が分離している動物門はともかく、単細胞生物や他の門において個体の生涯中におきた突然変異などがもとによって獲得された形質は条件によってはその細胞が繁殖すれば遺伝される。また非突然変異であってもエピジェネティクスという遺伝的機構等、幾つかの発見で、それが全く見当外れとは言えなくなった。従って、進化のある局面では、ラマルキズムの出番もあるのかも知れない。他に現代的な見方では、文明の進化に関するミームの考えは、ラマルク風の非遺伝子的な遺伝形式である。
またグールドは、人間の文化的進化の本性は学んだことを書いたり教えたりすることで次の世代に伝えることができるという点でラマルク的である、と述べた。
彼の進化論の基礎をなす思想として、「生物は前進的に姿を変えてゆく能力がその中に備わっている」という点が上げられる。そこまで言わずとも、生物自身に自分を変える性質を認める立場はラマルキズムといわれる。